# Закусочная Боба
«Закусочная Боба» (англ. Bob’s Burgers) — американский анимационный ситком для взрослых, созданный Лореном Бушаром для телекомпании Fox. В центре сюжета семья Белчер — родители Боб и Линда и их трое детей, которые управляют рестораном по приготовлению гамбургеров.
Обзоры на первый сезон были неоднозначными, но отзывы на последующие сезоны были более позитивными. Премьерная серия «Human Flesh» привлекла 9,38 миллиона зрителей, что сделало её самой рейтинговой премьерной серией в том телевизионном сезоне. Повторные трансляции сериала начали выходить на канале Cartoon Network 23 июня 2013 года.
Серия комиксов, основанная на шоу, была запущена в сентябре 2014 года. 12 мая 2017 года был выпущен музыкальный альбом The Bob’s Burgers Music Album с саундтреком к мультсериалу.
В 2013 году TV Guide признал «Закусочную Боба» одним из 60 лучших мультсериалов всех времён. Сериал был номинирован на несколько наград, в том числе семь раз на премию «Эмми», которую получал в 2014 и 2017 годах.
27 мая 2022 года вышел полнометражный мультфильм «Закусочная Боба. Фильм».

## Сюжет
Сюжет мультсериала основан на жизни членов семьи Боба Белчера — владельца закусочной в приморском городке (неофициально известном как «Сеймурская бухта»). Создатель сериала Лорен Бушар сказал, что местом проведения шоу является северо-восточное побережье Соединенных Штатов, указав его как «semi-Springfield». После выхода эпизода «It Snakes a Village», некоторые посчитали, что неопознанное место, является южным Нью-Джерси.
«Закусочная Боба» расположена в зелёном двухэтажном здании, в котором есть квартира на втором этаже, где проживают Боб и его семья. Ресторан зажат между двумя другими коммерческими зданиями, в одном из которых находятся «It’s Your Funeral Home and Crematorium», владелец которого Морт, который регулярно посещает ресторан Боба. Другое здание, обычно бывает вакантным во время эпизодов, но иногда появляются такие предприятия, как «Uncle Marty’s Breast Pumps», «Extra Moist Yoga», «That’s A-Door-A-Bell Doorbells» и «Tire-Rhea».
Успеха добиться Бобу сложно, так как он должен конкурировать с другими кафе. Его самым большим соперником является «Jimmy Pesto’s Pizzeria», которая находится прямо через дорогу. Джимми любит унижать Боба. Ненависть Боба и Джимми Песто полна юмора. Хотя они ненавидят друг друга, дочь Боба, Тина, демонстрирует навязчивый интерес к сыну Песто, Джимми младшему. Однако часто неясно, как Джимми-младший относится к Тине.

## Персонажи
Семейство Белчер работает в своем ресторане гамбургеров. Боб — владелец ресторана и муж веселой, счастливой Линды. Они имеют троё детей — Тина, старшая дочь, Джин, единственный мальчик, и Луиза — самая младшая из детей. Все трое детей в некоторой степени помогают в ресторане. Луиза — это скорее ранняя угроза и подстрекатель многих из фиаско, которые стоят перед семьей Белчера. Тина неловкая, но имеет большое сердце. Джин стремится стать отличным музыкантом. Его музыкальные номера часто представлены на протяжении всего шоу.
В серии есть различные повторяющиеся персонажи, в том числе Джимми Песто старший, соперник Боба, которому принадлежит пиццерия через дорогу, и его сыновья Джимми младшего (любовный интерес Тины) и гиперактивные близнецы Энди и Олли, которые являются друзьями Луизы. Другие повторяющиеся это Морт и Тедди, а также эксцентричная сестра Линды Гейл.
- Роберт «Боб» Белчер (англ. Robert «Bob» Belcher) — муж Линды и отец Тины, Джина и Луизы. Он ведёт бизнес, специализирующийся на приготовлении бургеров.
- Линда Белчер (англ. Linda Belcher) — родилась 3 июля, жена Боба и мать Тины, Джина и Луизы. Она носит красную рубашку с длинными рукавами и синие джинсы.
- Тина Белчер (англ. Tina Belcher) — старший ребёнок Белчера. Она очень неловкая, поэтому Луиза считает, что она страдает аутизмом. Она носит очки, голубую майку и тёмно-синюю юбку[4].
- Джин Белчер (англ. Gene Belcher) — единственный сын. Играет на синтезаторе. Носит жёлтую футболку и голубые шорты.
- Луиза Белчер (англ. Louise Belcher) — младший ребёнок Белчера. Она имеет необычное чувство юмора. Носит зелёное платье и розовую шапку с кроличьими ушами.

## Эпизоды
На данный момент выпущено тринадцать сезонов мультсериала.
|  | Сезон                  | Эпизоды                | Премьера         | Финал        |
|  | ---------------------- | ---------------------- | ---------------- | ------------ |
|  | 1                      | 13                     | 9 января 2011    | 22 мая 2011  |
|  | 2                      | 9                      | 11 марта 2012    | 20 мая 2012  |
|  | 3                      | 23                     | 30 сентября 2012 | 12 мая 2013  |
|  | 4                      | 22                     | 29 сентября 2013 | 18 мая 2014  |
|  | 5                      | 21                     | 5 октября 2014   | 17 мая 2015  |
|  | 6                      | 19                     | 27 сентября 2015 | 22 мая 2016  |
|  | 7                      | 22                     | 25 сентября 2016 | 11 июня 2017 |
|  | 8                      | 20                     | 1 октября 2017   | 21 мая 2018  |
|  | 9                      | 22                     | 30 сентября 2018 | 12 мая 2019  |
|  | 10                     | 22                     | 29 сентября 2019 | 17 мая 2020  |
|  | 11                     | 22                     | 27 сентября 2020 | 23 мая 2021  |
|  | 12                     | 22                     | 26 сентября 2021 | 22 мая 2022  |
|  | Закусочная Боба. Фильм | Закусочная Боба. Фильм | 27 мая 2022      | 27 мая 2022  |
|  | 13                     | 22                     | 25 сентября 2022 | 21 мая 2023  |
|  | 14                     | 13                     | 1 октября 2023   | 19 мая 2024  |